# هاس أيكمن
هاس أيكمن (بالسويدية: Hasse Ekman)‏ (و. 1915 – 2004 م) هو مخرج أفلام، وممثل مسرحي، وممثل أفلام، ومخرج سويدي، ولد في ستوكهولم، توفي في مربلة، عن عمر يناهز 89 عاماً.

## جوائز
حصل على جوائز منها:
- جائزة الخنفساء الذهبية.

## وصلات خارجية
- هاس أيكمن على موقع IMDb (الإنجليزية)
- هاس أيكمن على موقع ألو سيني (الفرنسية)
- هاس أيكمن على موقع ميوزك برينز (الإنجليزية)
- هاس أيكمن على موقع أول موفي (الإنجليزية)
- هاس أيكمن على موقع قاعدة بيانات الأفلام السويدية (السويدية)
- هاس أيكمن على موقع ديسكوغز (الإنجليزية)
- هاس أيكمن على موقع قاعدة بيانات الفيلم (الإنجليزية)
- هاس أيكمن على موقع كينوبويسك (الروسية)